# Maximilian Joseph, Duce de Bavaria
Ducele Maximilian Joseph în Bavaria (n. 4 decembrie 1808, Bamberg, Regatul Bavariei, Germania – d. 15 noiembrie 1888, Herzog-Max-Palais, Regatul Bavariei, Germania), a fost membru al Casei de Wittelsbach și promotor al muzicii folk bavareze. A fost tatăl împărătesei Elisabeta a Austriei.

## Biografie

### Căsătorie
La 9 septembrie 1828, la Tegernsee, Maximilian s-a căsătorit cu Prințesa Ludovika de Bavaria, fiica lui Maximilian I Iosif de Bavaria și a Carolina de Baden. Cuplul a avut zece copii.

### Copii

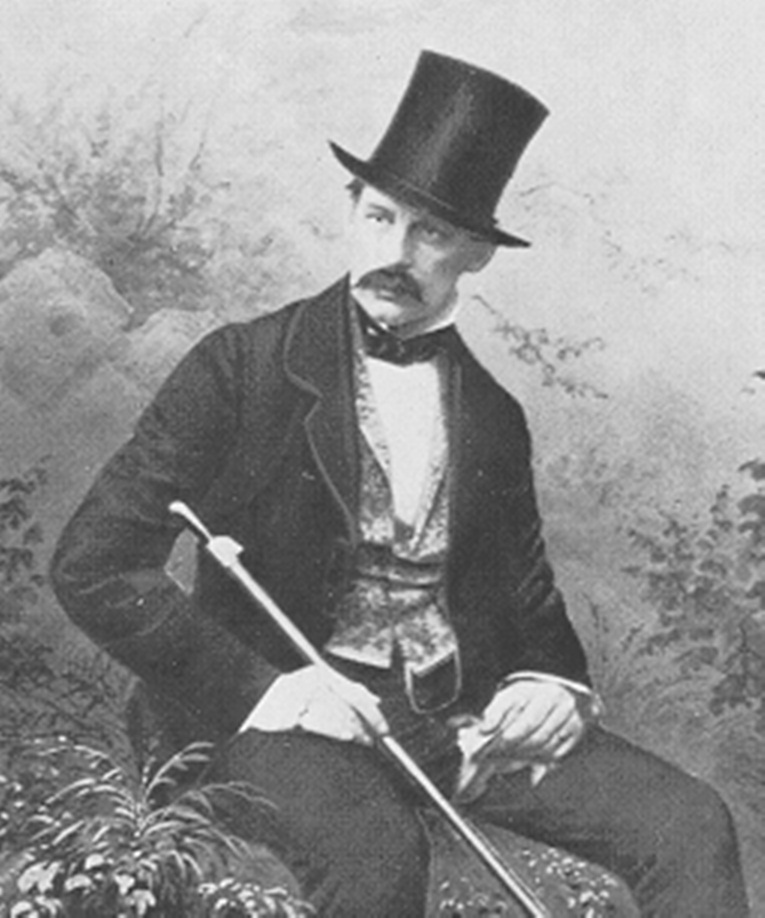
Ducele Maximilian Joseph în 1850

- Ludwig Wilhelm, Duce în Bavaria "Louis" (21 iunie 1831 - 6 noiembrie 1920  (89 de ani)); căsătorit cu Henriette, Frein de Wallsee (morganatic), au avut copii.
- Wilhelm Karl, Duce în Bavaria (24 decembrie 1832 - 13 februarie 1833  (0 ani)); a murit în copilărie
- Helene Caroline Therese, Ducesă în Bavaria "Néné" (4 aprilie 1834 - 16 mai 1890  (56 de ani)); căsătorită cu Maximilian Anton Lamoral, Prinț de Thurn și Taxis, au avut copii.
- Elisabeth Amalie Eugenie, Ducesă în Bavaria "Sisi" (24 decembrie 1837 - 10 septembrie 1898  (60 de ani)); căsătorită cu Franz Josef I al Austriei și a devenit împărăteasă a Austriei și regină a Ungariei, au avut copii.
- Karl Theodor "Gackl" (9 august 1839 - 30 noiembrie 1909  (70 de ani)); căsătorit prima dată în 1865 cu verișoara lui Sofia a Saxoniei (1845–1867) și a doua oară în 1874 cu Maria Josepha de Bragança a Portualiei, a avut copii din ambele căsătorii.
- Marie Sophie Amalie, Ducesă în Bavaria (4 octombrie 1841 - 19 ianuarie 1925  (83 de ani)); căsătorită cu Francisc al II-lea al celor Două Sicilii, a avut copii (o fiică care a murit în copilărie).
- Mathilde Ludovika, Ducesă în Bavaria (30 septembrie - 18 iunie 1925  (81 de ani)); căsătorită cu Lodovico, Conte de Trani, fiu al regelui Ferdinand al II-lea al celor Două Sicilii, fratele vitreg al lui Francisc al III-lea al celor Două Sicilii, a avut copii.
- Maximilian, Duce în Bavaria (8 decembrie 1845 - 8 decembrie 1845  (0 ani))
- Sophie Charlotte Augustine, Ducesă în Bavaria (23 februarie 1847 - 4 mai 1897  (50 de ani)); căsătorită cu Ferdinand Philippe Marie, duce d'Alençon (1844–1910), fiu al lui Louis Charles Philippe Raphael, duce de Nemours, a avut copii.
- Ducele Maximilian Emanuel de Bavaria "Mapperl" (7 decembrie 1849 - 12 iunie 1893  (43 de ani)); căsătorit cu Prințesa Amalie de Saxa-Coburg și Gotha, a avut copii.